# Cis festivulus
Cis festivulus är en skalbaggsart som beskrevs av Lawrence 1971. Cis festivulus ingår i släktet Cis och familjen trädsvampborrare. Inga underarter finns listade i Catalogue of Life.